# Túnel de la Calle Joralemon
El Túnel de la Calle Joralemon transporta a los trenes de los servicios 4 y 5 de la línea de la Avenida Lexington del metro de la ciudad de Nueva York bajo el East River entre Bowling Green, Manhattan, Nueva York y la Calle Joralemon, Brooklyn, Nueva York. Fue el primer túnel subterráneo en conectar a Manhattan y Brooklyn.